# Sogdianos
Sogdianos (ou Sekyndianos, en perse Sogdyậna) est brièvement roi des Perses Achéménides six mois et demi en -424. C'est un personnage historique obscur, connu principalement par les écrits de Ctésias de Cnide (médecin grec d'Artaxerxès II, historien de la Perse et de l'Inde. Manéthon l’appelle Sogdianus et lui compte sept mois de règne (Africanus, Eusebius)[réf. nécessaire]. Il est le fils d'Artaxerxès Ier et Alogyne (ou Alogune) une concubine. Après avoir assassiné en -424 son demi-frère, Xerxès II, il le remplace sur le trône. Son succès est de courte durée. Un autre de ses demi-frères, le satrape d'Hyrcanie Ochos (ou Darius II), le fils d'Artaxerxès Ier se soulève contre lui avec l'aide de ses troupes babyloniennes. Ochos parvient à isoler son demi-frère, qui doit se rendre. Il le fait assassiner par Arbarios, commandant de la cavalerie. Sogdianos n'a pas le temps de venir en Égypte pour être intronisé pharaon, de ce fait il n'est rapporté dans aucune source égyptienne. Il épouse sa demi-sœur Parysatis, fille d'Artaxerxès Ier et d'Andia de Babylone. Il n'y a pas de titulature égyptienne pour ce roi.
Ochos devient roi sous le nom de règne Darius II.